# Gare centrale de Munich
La gare centrale de Munich (en allemand : München Hauptbahnhof) est une grande gare ferroviaire, située au centre-ville de Munich dans le land de la Bavière en Allemagne. 
C'est l'une des trois gares de grandes lignes de la ville, les autres étant München-Pasing et Munich-Est. La gare voit passer quotidiennement environ 350 000 passagers, ce qui la place parmi les plus importantes gares du pays, comme Hamburg Hbf et Frankfurt (Main) Hbf. La gare grandes lignes est une gare terminus, la gare souterraine de la S-Bahn est traversante. La gare est en correspondance avec la station Hauptbahnhof du métro de Munich.

## Histoire

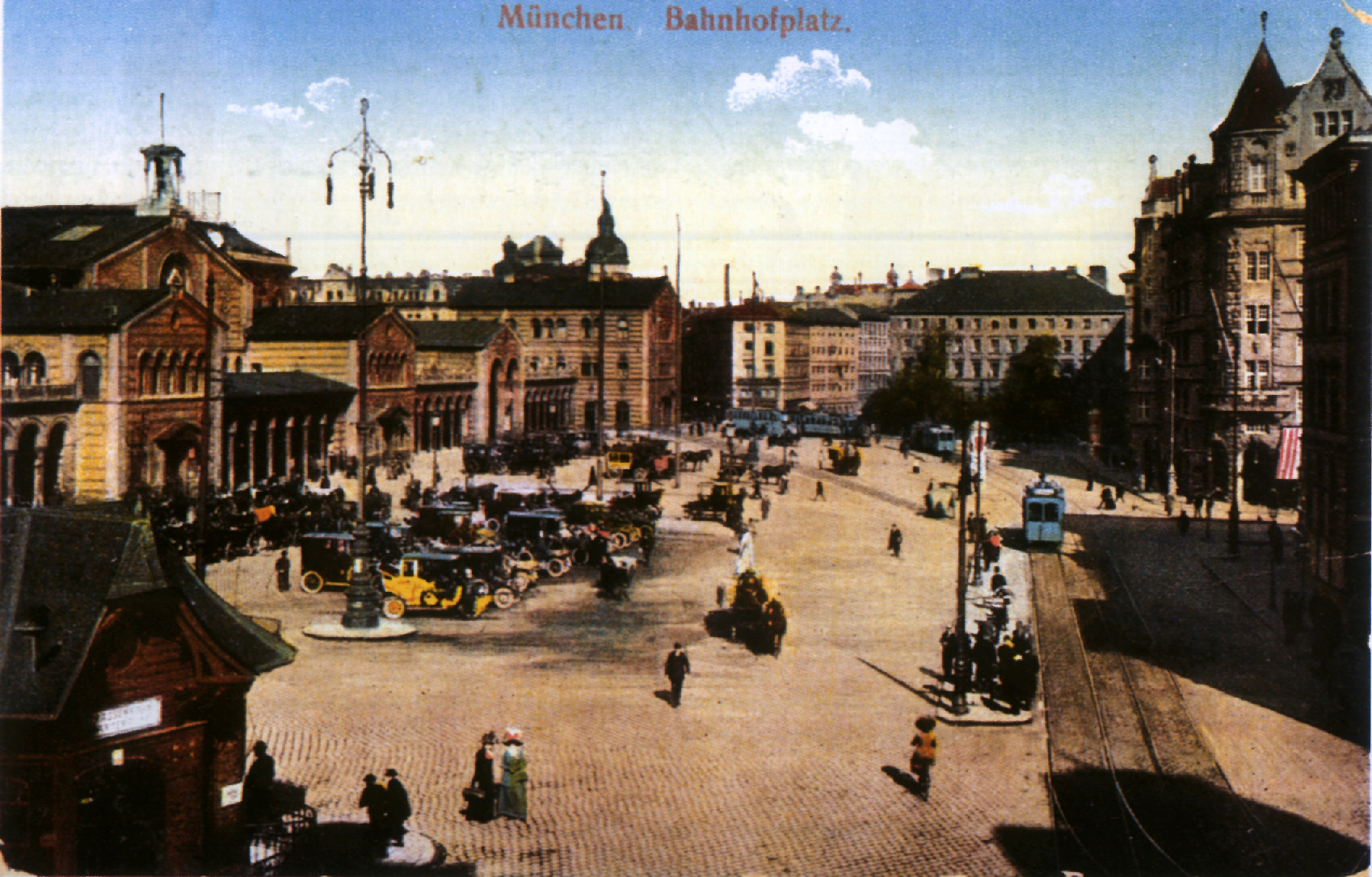
La gare en 1900.

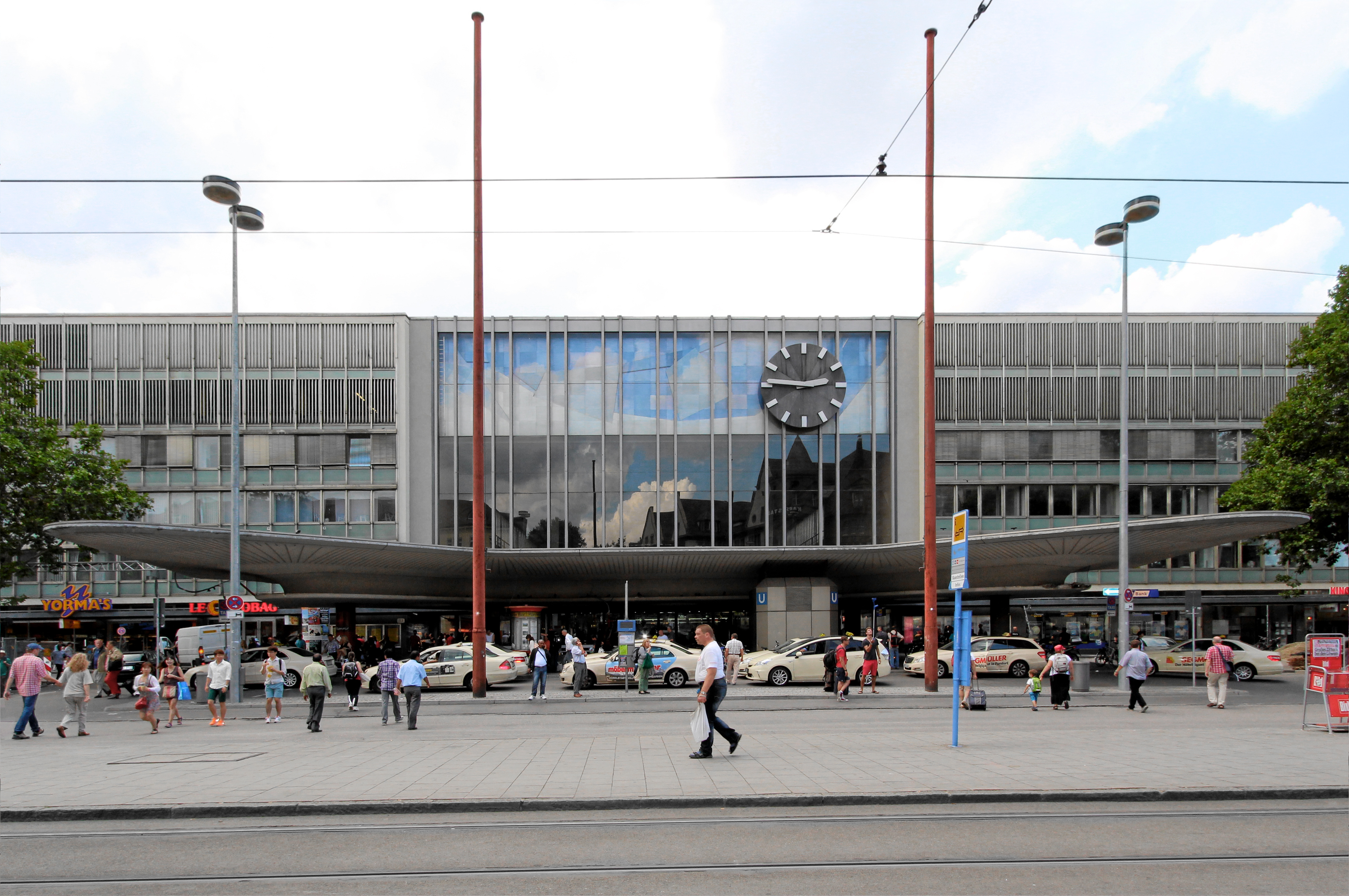
La gare aujourd'hui.

Le site actuel, alors situé hors des murs de la ville, a connu la première gare de chemin de fer en 1839, avec la ligne de Munich à Lochhausen, ouverte le 1er septembre. Le 4 octobre 1840, la ligne était prolongée à Augsburg. Cette première gare a été de courte durée, cependant, car elle a été victime d'un incendie le 4 avril 1847.
Elle a été reconstruite entre 1847 et 1849 comme Centralbahnhof (gare centrale, en allemand) selon les plans de Friedrich Bürklein et rouverte le 22 septembre 1849. D'autres lignes ont rapidement été ajoutées à la gare : vers Landshut en 1858, Nuremberg en 1859 et Rosenheim en 1871. Afin de faire face à l'accroissement de trafic, la gare a subi une importante reconstruction entre 1876 et 1884.
En 1893, une gare annexe a été ajoutée pour accueillir les trains de la ligne de Starnberg. Un autre ensemble de voies a été ajouté à l'autre extrémité de la gare pour les trains de Holzkirchen en 1915.
La gare a été renommée München Hauptbahnhof en 1904. Elle a subi de lourds dommages lors du bombardement allié en 1945 et la halle a été démolie en 1949.
De 1958 à 1960, elle a été reconstruite en intégrant des parties de l'ancienne gare. La nouvelle halle a été construite dans un style contemporain des années 1960 par Krupp, enjambant les voies 11 à 26.
À partir de 1967, les tunnels de la S-Bahn et la München Hbf (tief) (gare souterraine) qui les dessert juste sous la gare, ont été ouverts le 28 avril 1972, juste avant les Jeux olympiques d'été de 1972. Les stations du métro (U-Bahn) ont été ouvertes en 1980 et 1984.

## Service des voyageurs

### Accueil
Exception faite de la gare centrale de Lindau (de), la gare centrale de Munich est la seule grande gare terminus de Bavière. Il y a 32 voies, réparties sur les sites des trois gares d'origine : Holzkirchner Bahnhof, München Hbf Gleis (voies) 5-10, cette partie de la gare assure principalement des services régionaux vers Mühldorf et Salzbourg ; Hauptbahnhof (plateau de voies principal), départs et arrivées de tous les trains grandes lignes : InterCityExpress (ICE), InterCity (IC) / EuroCity (EC), ainsi que les Nightjet. Des trains des services RegionalExpress et RegionalBahn partent aussi de là vers Augsburg, Ingolstadt et Landshut, parmi d'autres directions ; Starnberger Bahnhof (München Hbf Gleis (voies) 27-36), des trains partent de là vers Lindau et Garmisch-Partenkirchen. Les trains exploités par Bayerische Oberlandbahn et Allgäu-Express (de) partent aussi de là. La ligne de S-Bahn S27 a son terminus dans cette partie de la gare, en direction de Deisenhofen. En cas de fermeture du tunnel de la S-Bahn sous la gare, certains départs de services S-Bahn vers l'ouest sont reportés sur la Starnberger Bahnhof.

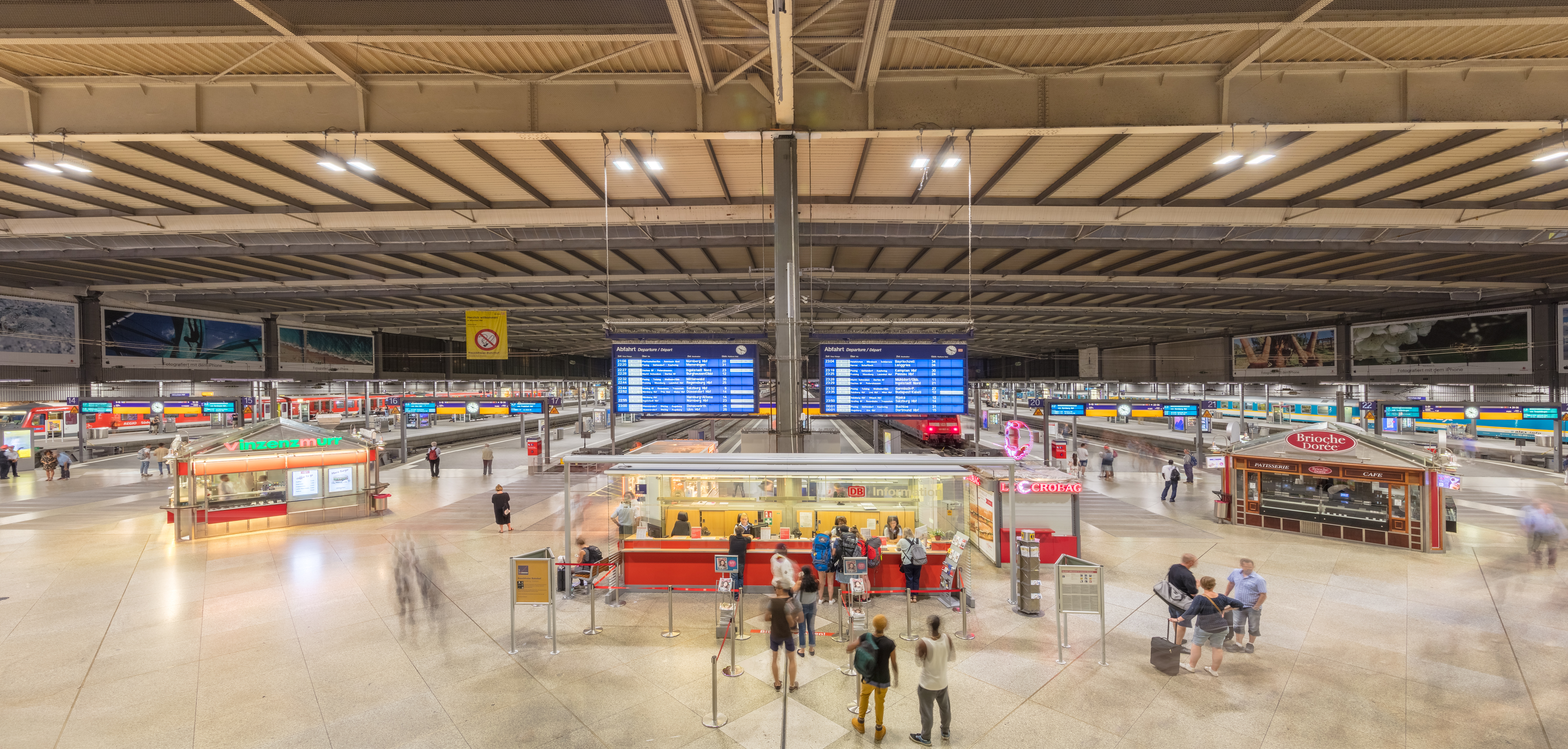
Intérieur de la gare.
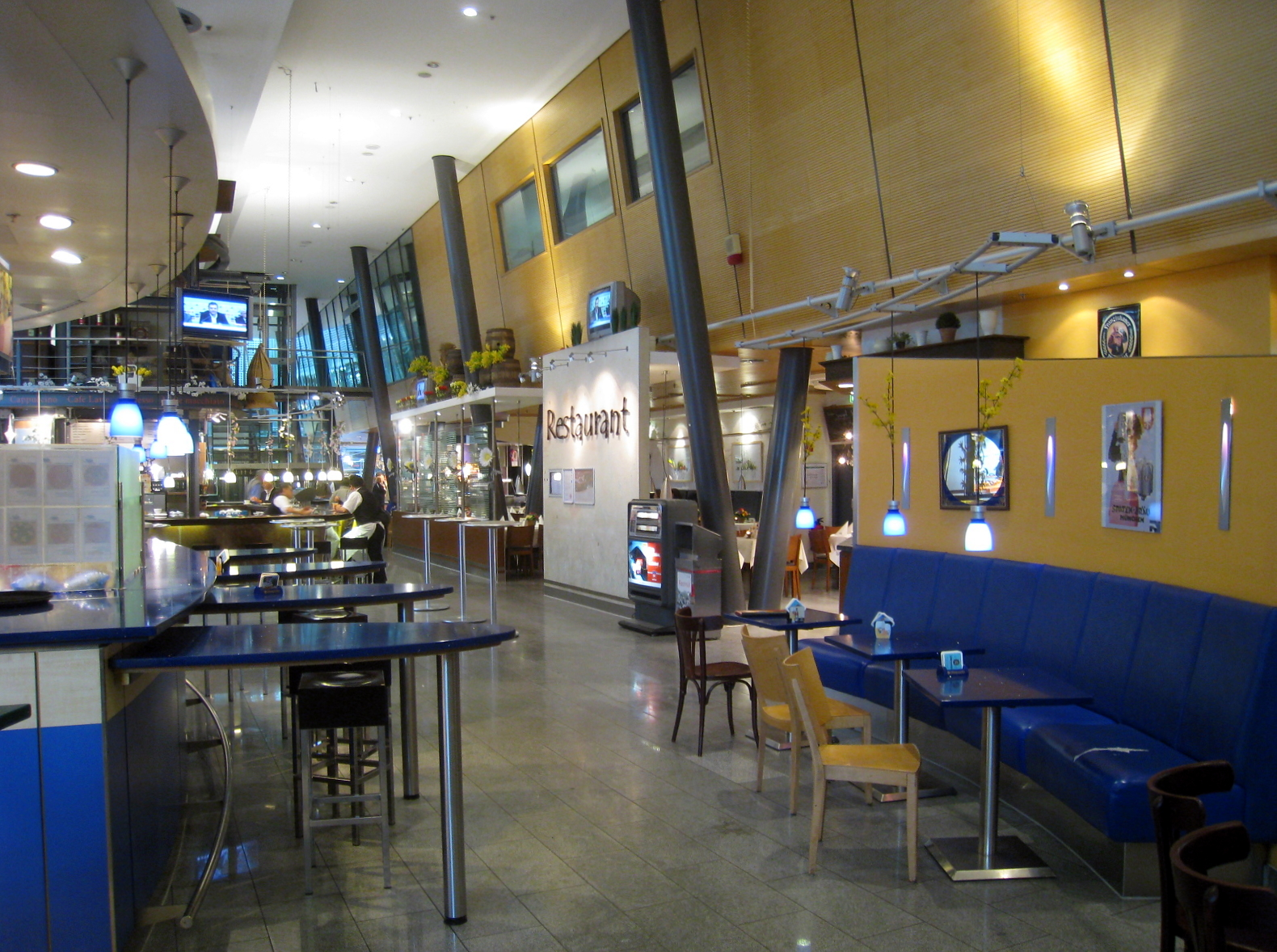
Espace restauration dans la gare.
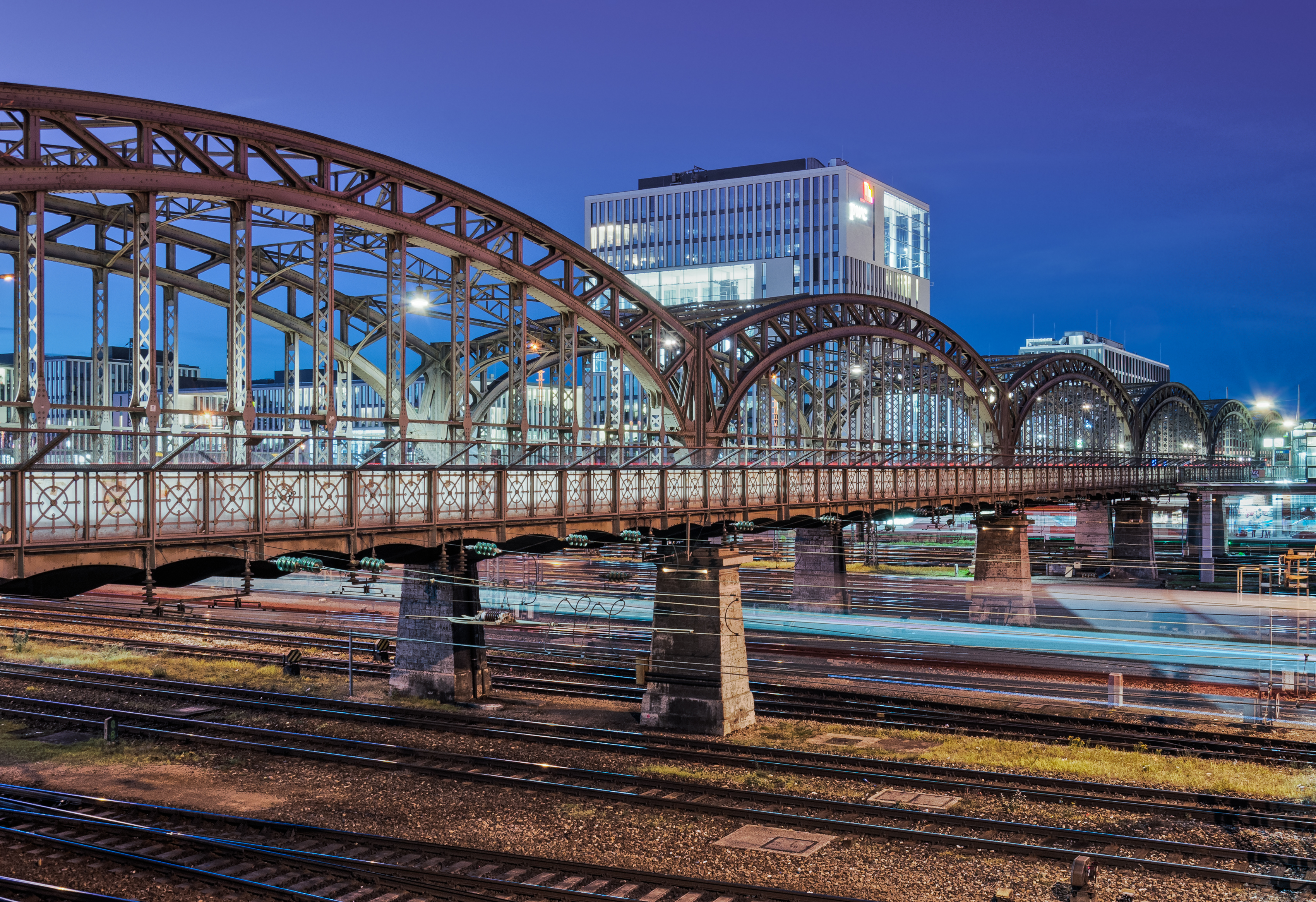
Le pont Hackerbrücke en 2014.

D'un point de vue opérationnel, la gare souterraine de la S-Bahn est séparée de la gare grandes lignes et porte le nom de München Hbf (tief). Pour optimiser les flux de voyageurs, des quais distincts servent pour la montée et la descente des trains. Du fait de la taille de la gare, aller d'un quai à un autre peut être assez long. La Deutsche Bahn recommande de prévoir un temps minimum de correspondance de 10 minutes depuis la halle centrale jusqu'à Starnberger Bahnhof ou Holzkirchner Bahnhof, 15 minutes entre Starnberger et Holzkirchner Bahnhof, et 15 minutes entre la gare de la S-Bahn et Holzkirchner Bahnhof. Les deux parties annexes de la gare ont des voies plus courtes que dans la halle principale, ce qui implique pour les voyageurs de devoir parcourir une partie importante des quais 11 ou 26 lors d'une correspondance : contrairement à Frankfurt Hbf, il n'y a pas de passage souterrain sous les voies. La gare grandes lignes est fermée entre 1h30 et 3h00. Les gares de la S-Bahn sont ouvertes presque 24h/24 et 7 jours sur 7, et les stations de la U-Bahn (métro) ferment seulement entre 1h30 et 4h00 (2h30 à 4h00 le week-end).

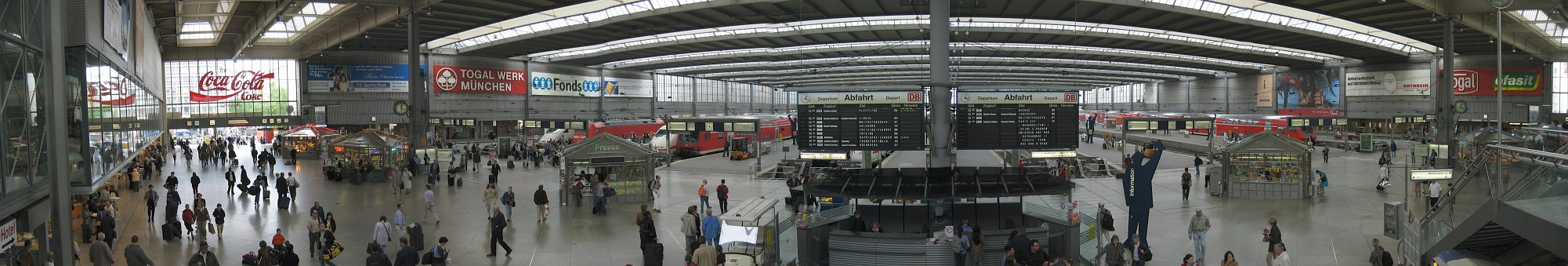

La partie est du hall principal dispose de boutiques et d'un espace restauration. Il y a aussi plusieurs kiosques dans le hall de la gare, qui vendent de la restauration légère et des journaux. Le niveau d'accès aux stations de la S-Bahn et du métro comporte un centre commercial et donne un accès souterrain direct aux grands magasins voisins.

### Desserte

#### Grandes lignes
La gare est le terminus méridional de la ligne InterCityExpress vers Hambourg via la ligne à grande vitesse Hanovre - Wurtzbourg. Elle dispose aussi de liaisons fréquentes vers Dortmund via Frankfurt et Köln Hbf par la ligne à grande vitesse Cologne - Francfort. L'ajout le plus récent est la LGV Nuremberg - Ingolstadt, qui a beaucoup bénéficié au trafic depuis Munich. D'autres liaisons ICE utilisant principalement des lignes classiques sur leur parcours existent vers Vienne, Berlin et de nombreuses autres villes. Il y a aussi de nombreux InterCity et EuroCity vers la plus grande partie de l'Allemagne ainsi que vers les pays voisins : Autriche, Suisse et Italie. Du fait des services Nightjet, la gare est aussi reliée à l'Allemagne, l'Autriche et l'Italie, bien que les équipements train-auto pour ces trains de nuit se trouvent à Munich-Est. Des trains de nuit d'autres compagnies desservent aussi la gare, par exemple vers Budapest ou Zagreb.

#### Trains régionaux
De nombreux trains RegionalExpress et RegionalBahn sont assurés vers Landshut, Ratisbonne, Plattling, Passau, Kempten, Lindau, Garmisch-Partenkirchen et Nuremberg parmi d'autres. Le Bayerische Oberlandbahn exploite des services vers Bayrischzell, Lenggries et Tegernsee. Toutes les lignes sont électrifiées, à l'exception de celles de Mühldorf, Kempten et Lindau et les lignes du Bayerische Oberlandbahn. Pour minimiser la pollution, les services empruntant ces lignes aboutissent de préférence sur les voies 5 à 10 et 27 à 36.

#### Trains de banlieue
La gare souterraine de la S-Bahn est située à l'extrémité occidentale du tunnel de Stammstrecke sous le centre-ville de Munich. Les lignes S1, S2, S4, S5, S6, S7 et S8 desservent la gare souterraine. Les trains à destination d'Altomünster et de la ligne S27 partent de la Starnberger Bahnhof, composante de la gare de surface.

### Intermodalité
La station Hauptbahnhof composée de deux sous-stations de la U-Bahn (métro) sont en correspondance avec la gare : une située au niveau -4 sous la place de la gare, où les lignes U1 et U2 (orientées nord-sud) desservent quatre voies, et une à l'extrémité sud du hall de la gare, desservie par les lignes U4 et U5 orientées est-ouest. Il y a aussi quatre arrêts de tramway à proximité de la gare, dénommés Hauptbahnhof, Hauptbahnhof Nord, Hauptbahnhof Süd et Holzkirchner Bahnhof.

## Projets
La construction d'un second axe S-Bahn (un second itinéraire en tunnel à travers le centre de Munich) avec une nouvelle station de S-Bahn est envisagée. Du fait de difficultés pour le financement et la planification, il ne sera probablement pas fini avant 2020.
Une nouvelle façade et un nouveau hall de services doivent être construits, conçus par Auer+Weber+Assoziierte. En raison de difficultés de financement, il est difficile de dire quand le projet va démarrer.
Une ligne de Transrapid vers l'aéroport était prévue (pour une mise en service en 2011), mais le projet a été suspendu en raison de l'explosion des coûts (causés par l'augmentation de l'acier et d'autres matières premières) qui sont passés de 1,85 à plus de 3,2 milliards d'euros.